# Renny Vega
Renny Vega, właśc. Renny Vicente Vega Hernández (ur. 4 lipca 1979 w Maracay) – wenezuelski piłkarz występujący na pozycji bramkarza.

## Kariera klubowa
Vega rozpoczynał karierę w Nacionalu Táchira. W 2000 roku został wypatrzony przez skautów włoskiego Udinese Calcio i sprowadzony do klubu. Po jednym, nieudanym zresztą sezonie wrócił do Wenezueli, gdzie występował w klubach takich jak: Italia, Deportivo Táchira, Caracas FC, Aragua i Carabobo. W 2007 roku zasilił turecki Bursaspor, a po roku odszedł za darmo do Denizlisporu. W 2009 roku ponownie podpisał kontrakt z Caracas FC. W 2012 roku był wypożyczony do chilijskiego Colo Colo, grającego w Primera División de Chile. Następnie grał w Deportivo La Guaira, União Madeira, Deportivo Anzoátegui oraz Zulii. W 2017 roku zakończył karierę.

## Kariera reprezentacyjna
Debiut Vegi w kadrze narodowej Wenezueli miał miejsce w 1999 roku. Piłkarz brał udział w Copa América 1999, Copa América 2004, Copa América 2007 i Copa América 2011.